# Nagoszewka Druga
Nagoszewka Druga – wieś w Polsce położona w województwie mazowieckim, w powiecie ostrowskim, w gminie Ostrów Mazowiecka.
W skład sołectwa Nagoszewka wchodzą wsie Nagoszewka Pierwsza i Nagoszewka Druga.
W latach 1975–1998 miejscowość administracyjnie należała do województwa ostrołęckiego.
Wierni Kościoła rzymskokatolickiego należą do parafii św. Andrzeja Apostoła w Broku.